# Robert Neiiendam
Robert Johannes Neiiendam, född den 24 mars 1880 i Köpenhamn, död den 26 september 1966, var en dansk skådespelare och teaterhistoriker, bror till Nicolai och Valdemar Neiiendam, gift med Sigrid Neiiendam. 
Neiiendam var anställd vid Casino 1900–1905, Folketeatret 1905–1911, Det Ny Teater 1911–1914 och Betty Nansen Teatret 1917–1919. Som teaterhistoriker utgav han bland annat "Breve fra danske Skuespillere og Skuespillerinder" (2 band, 1911–1912), skrev den psykologiska studien Johanne Luise Heiberg (1917), Folketeatrets historie 1857-1908 (1919) och Casino (1923). Hans huvudverk var det 1921 påbörjade Det kgl. Teaters Historie 1874-1922, som i 8 band fortsatte Overskous teaterhistoria. Ett par av Neiiendams böcker utkom i svensk översättning.

## Utmärkelser
- Riddare av Dannebrogorden,  1922[2]
- Dannebrogsmännens hederstecken,  1934[2]
- Ingenio et arti,  1950[2]
- Hedersdoktor vid Köpenhamns universitet,  1958[2]

[Redigera Wikidata]